# 하나이즈미촌
하나이즈미촌(花泉村)은 일본 이와테현 니시이와이군에 설치되었던 촌이다.

## 연혁
- 1889년 4월 1일 - 정촌제 시행과 함께 니시이와이군 하나이즈미촌이 성립하였다.
- 1955년 1월 1일 - 와쿠쓰촌, 하나이즈미촌, 나가이촌, 유시마촌, 오이마쓰촌, 히카타촌과 합병해 하나이즈미정이 성립과 동시에 하나이즈미촌은 폐지하였다.
- 2005년 9월 20일 - 하나이즈미정이 이치노세키시 및 히가시이와이군 다이토정, 센마야정, 히가시야마정, 무로네촌, 가와사키촌과 합병해 새로운 이치노세키시가 성립하였다.

## 교통

### 철도
- 일본국유철도
  - 도호쿠 본선

### 도로
- 일반국도 (현:국도 342호선)